# Локид Т-33 шутинг стар
Локид Т-33 Шутинг стар (енгл. Lockheed T-33 Shooting Star) једнокрилни двоседи извиђачки авион коришћен је као тренажни, авион за обуку и као авиони за вучење мета, металне конструкције са увлачивим стајним трапом типа „трицикл”. Производио се у периоду између 1948. и 1959. године у фабрици Локид у САД. Произведено је укупно преко 6.500 комада, а упркос томе што се већ скоро 50 година не производи, још увек је у употреби у неким земљама.

## Развој
Прерадом првог америчког оперативног млазног ловца F-80 Шутинг Стар (Shooting Star - Звезда Падалица) настао је овај најуспелији млазни авион за обуку пилота на свету. Прототип под ознаком ТФ-80Ц полетео је 22. марта 1948. и у наредних десетак година овај авион је уведен у наоружање преко тридесет земаља. Временом се појавила и извиђачка варијанта под ознаком РТ 33 са камерама у носу, морнаричка верзија под ознаком ТВ, а део авиона прерађен је у беспилотне теледириговане летеће мете под ознаком QT-33. Између 1949. и 1959. само у „Локиду” произведено је преко 5.800 „тридесет-тројки”, а још 866 их је направљено по лиценци у Јапану и Канади. Поједини примерци - међу којима је један који је служио у Југословенском ратном ваздухопловству и данас лете на аеро-митинзима у свету као олдтајмери.

## Југославија
Прва два авиона овог типа стигла су на батајнички аеродром 10. марта 1953. године и предати су 117. ваздухопловном пуку. Њихов долазак директно је преносио радио-Београд јер су то били први млазни авиони у југословенском наоружању, чиме је отворена нова страница развоја ЈРВ. Поред тога, био је то први авион код нас опремљен избацивим пилотским седиштем и који је могао да користи ЈАТО ракете приликом полетања са кратких писта.
Кроз Југословенско ратно ваздухопловство укупно је прошло преко 120 авиона овог типа у разним варијантама, међу којима је и РТ-33 (уведен у Југославији 1955.) и морнарички ТВ-2 - код нас популарно назван „Тевејац”, који се појавио у нашем наоружању 1961. године. Последњих осам комада коришћених за вучу мета расходовани су 1984. године.

## Модели
| Млазни тренажни двосед. Нападачка верзија двоседа . Модификована беспилотна верзија . Специјална верзија за тестирање. Модификована верзија за вучење мета. Двоседа извиђачка верзија модела . | Морнаричка верзија тренажне летелице. Копнена тренажна везија за морнарицу. Беспилотна морнаричка верзија. Редизајнирана морнаричка верзија модела из 1962. Редизајнирана морнаричка верзија модела . |

## Употреба
| - Белгија - Боливија - Бразил - Чиле - Канада - Колумбија - Куба - Данска - Доминиканска Република - Еквадор | - Салвадор - Француска - Немачка - Гренланд - Гвам - Хондурас - Индонезија - Иран - Италија - Јапан | - Либија - Мексико - Холандија - Никарагва - Норвешка - Пакистан - Парагвај - Перу - Филипини - Португалија | - Саудијска Арабија - Сингапур - Јужна Кореја - Шпанија - Тајланд - Турска - САД - Уругвај - СФРЈ |